# Saint-Malon-sur-Mel
Saint-Malon-sur-Mel es una comuna francesa situada en el departamento de Ille y Vilaine, en la región de Bretaña.

## Demografía
| 644 | 554 | 492 | 449 | 447 | 447 | 613 |
| Para los censos de 1962 a 1999 la población legal corresponde a la población sin duplicidades (Fuente: INSEE [Consultar]) |     |     |     |     |     |     |